# Axel Herman Hägg
Axel Herman Hägg Haig, född 10 november 1835 vid Katthamra gård i Östergarns socken på Gotland, död 23 augusti 1921 i Haslemere i Surrey i England, var en svensk arkitekt och konstnär. Han var bror till Jacob Hägg.

## Biografi
Hägg studerade först skeppsbyggeri men ägnade sig senare åt arkitekturen och utförde bland annat restaureringar av Floda kyrka och Visby domkyrka. Hägg, som från 1856 var bosatt i England, förvärvade som akvarellist och särskilt som etsare världsrykte genom sina måleriska och med teknisk bravur utförda arkitekturbilder med motiv från engelska, franska, spanska, italienska och spanska katedraler och medeltidsstudier. Hägg var Anders Zorns lärare i etsning. Hägg finns representerad vid Nationalmuseum i Stockholm, Norrköpings konstmuseum  och Uppsala universitetsbibliotek.
Hägg kom ofta till Gotland på besök under sin tid i England. Han ritade Gotlands folkhögskolas skolhus i Hemse som stod färdigbyggt 1891. Det kallas än idag Häggska huset. Byggnaden är idag byggnadsminnesförklarad. Han ritade även Östergarns folkskola.
Häggs lärare var Pehr Arvid Säve.